# Enderson Moreira
Enderson Alves Moreira (Belo Horizonte, 28 settembre 1971) è un allenatore di calcio brasiliano.

## Palmarès

### Competizioni statali
- Campionato Goiano: 3

Goiás: 2012, 2013, 2016
- Campionato Pernambucano: 1

Sport Recife: 2023
- Campionato Catarinense: 1

Avaí: 2025

### Competizioni nazionali
- Campeonato Brasileiro Série B: 3

Goiás: 2012
América Mineiro: 2017
Botafogo: 2021